# Quatorzième district congressionnel du Texas
Le 14e district congressionnel du Texas s'étend de Freeport à Orange, au Texas. Il couvrait autrefois la zone située au sud et au sud-ouest de la région du Grand Houston, y compris Galveston, dans l'État du Texas.
Le district a été créé à la suite du recensement américain de 1900 et a été contesté pour la première fois en 1902. La région de Galveston avait auparavant été incluse dans le 10e district congressionnel du Texas. Son premier Représentant était le Démocrate James L. Slayden, basé à San Antonio, qui siégeait dans le 12e district depuis 1897 et a été redécoupé. Il fut élu dans le nouveau district et commença à représenter le 14 mars 1903 en tant que membre du 58e Congrès des États-Unis. Il fut réélu à plusieurs reprises et servit jusqu'en 1919. Il refusa d'être nommé en 1918.
Le Républicain Harry M. Wurzbach a remporté cette circonscription lors de plusieurs élections, de 1920 à 1926, servant de 1921 à 1929. Il a contesté avec succès l'élection de 1928, prenant son siège en 1930 pour le reste du mandat, et a été réélu en 1930. Le district à cette époque comprenait les comtés aberrants de Gillespie, Kendall, Comal et Guadalupe, dont les Américains allemands s'étaient historiquement opposés à l'esclavage et étaient devenus les seuls électeurs réguliers du Parti Républicain du Texas pendant l'ère du « Sud solide ». En outre, Galveston était un port d’entrée majeur pour les immigrants, dont beaucoup arrivaient du sud et de l’est de l’Europe. À cette époque, beaucoup trouvaient le Parti Républicain plus accueillant que le Parti Démocrate dominant. En 1901, la législature dominée par les Démocrates avait adopté une taxe électorale, qui avait effectivement privé de leurs droits la plupart des Noirs et de nombreux Blancs et Latinos pauvres.
Le passage ultime du district au Parti Républicain dans les années 1980 a été attribué à l'effet secondaire des succès électoraux de Ronald Reagan. Quelques démocrates ont remporté les élections locales et nationales dans les années 1990. L'ancien candidat Républicain et Libertarien à la présidentielle, Ron Paul, a occupé des fonctions au Congrès de 1997 à 2013. Le Représentant actuel du district est le Républicain Randy Weber.

## Historique de vote
| Année | Poste     | Résultats              |
| ----- | --------- | ---------------------- |
| 2000  | Président | Bush 63,0 % – 34,0 %   |
| 2004  | Président | Bush 67,0 % – 33,0 %   |
| 2008  | Président | McCain 66,0 % – 33,0 % |
| 2012  | Président | Romney 59,0 % – 40,0 % |
| 2016  | Président | Trump 58,0 % – 38,0 %  |
| 2020  | Président | Trump 59,0 % – 40,0 %  |

## Liste des Représentants du district
| Membre                          | Parti       | Années                             | Congrès     | Histoire électorale |
| ------------------------------- | ----------- | ---------------------------------- | ----------- | --- |
| District établit le 4 mars 1903 |             |                                    |             | |
| James L. Slayden (en)           | Démocrate   | 4 mars 1903 - 3 mars 1919          | 58e - 65e   | Redécoupage depuis le 12e district et réélu en 1902. Réélu en 1904. Réélu en 1906. Réélu en 1908. Réélu en 1910. Réélu en 1912. Réélu en 1914. Réélu en 1916. Retrait.                   |
| Carlos Bee (en)                 | Démocrate   | 4 mars 1919 - 3 mars 1921          | 66e         | Élu en 1918. |
| Harry W. Wurzbach (en)          | Républicain | 4 mars 1921 - 3 mars 1929          | 67e - 70e   | Élu en 1920. Réélu en 1922. Réélu en 1924. Réélu en 1926. Perd sa réélection. |
| Augustus McCloskey (en)         | Démocrate   | 4 mars 1929 - 10 février 1930      | 71e         | Perd la contestation de l'élection. |
| Harry W. Wurzbach (en)          | Républicain | 10 février 1930 - 6 novembre 1931  | 71e , 72e   | Conteste avec succès l'élection de McCloskey. Réélu en 1930. Décès. |
| Vacant                          | Vacant      | 6 novembre 1931 - 24 novembre 1931 | 72e         | |
| Richard M. Kleberg (en)         | Démocrate   | 24 novembre 1931 - 3 janvier 1945  | 72e - 78e   | Élu pour terminer le mandat de Wurzbach. Réélu en 1932. Réélu en 1934. Réélu en 1936. Réélu en 1938. Réélu en 1940. Réélu en 1942. Perd sa réélection.                                   |
| John E. Lyle Jr. (en)           | Démocrate   | 3 janvier 1945 - 3 janvier 1955    | 79e - 83e   | Élu en 1944. Réélu en 1946. Réélu en 1948. Réélu en 1950. Réélu en 1952. |
| John J. Bell (en)               | Démocrate   | 3 janvier 1955 - 3 janvier 1957    | 84e         | Élu en 1954. |
| John Andrew Young (en)          | Démocrate   | 3 janvier 1957 - 3 janvier 1979    | 85e - 95e   | Élu en 1956. Réélu en 1958. Réélu en 1960. Réélu en 1962. Réélu en 1964. Réélu en 1966. Réélu en 1968. Réélu en 1970. Réélu en 1972. Réélu en 1974. Réélu en 1976. Perd sa renomination. |
| Joseph P. Wyatt Jr. (en)        | Démocrate   | 3 janvier 1979 - 3 janvier 1981    | 96e         | Élu en 1978. |
| Bill Patman (en)                | Démocrate   | 3 janvier 1981 - 3 janvier 1985    | 97e , 98e   | Élu en 1980. Réélu en 1982. Perd sa réélection. |
| Mac Sweeney (en)                | Républicain | 3 janvier 1985 - 3 janvier 1989    | 99e , 100e  | Élu en 1984. Réélu en 1986. Perd sa réélection. |
| Greg Laughlin (en)              | Démocrate   | 3 janvier 1989 - 26 juin 1995      | 101e - 104e | Élu en 1988. Réélu en 1990. Réélu en 1992. Réélu en 1994. Perd sa renomination. |
| Greg Laughlin (en)              | Républicain | 26 juin 195 - 3 janvier 1997       | 104e        | Élu en 1988. Réélu en 1990. Réélu en 1992. Réélu en 1994. Perd sa renomination. |
| Ron Paul                        | Républicain | 3 janvier 1997 - 3 janvier 2013    | 105e - 112e | Élu en 1996. Réélu en 1998. Réélu en 2000. Réélu en 2002. Réélu en 2004. Réélu en 2006. Réélu en 2008. Réélu en 2010. Retrait.                                                           |
| Randy Weber                     | Républicain | 3 janvier 2013 - Présent           | 113e - 119e | Élu en 2012. Réélu en 2014. Réélu en 2016. Réélu en 2018. Réélu en 2020. Réélu en 2022. Réélu en 2024.                                                                                   |

## Résultats des récentes élections
Voici les résultats des dix précédents cycles électoraux dans le district.

## Frontières historiques du district

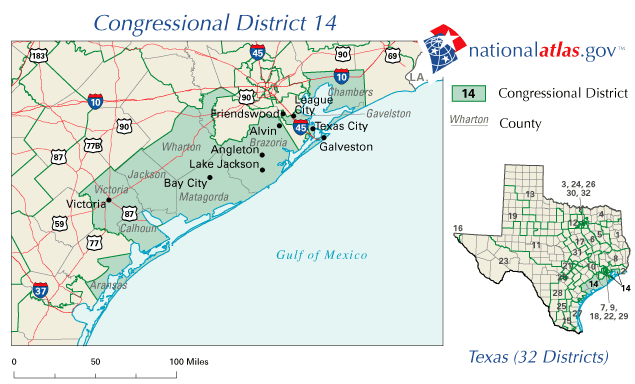
2007 - 2013

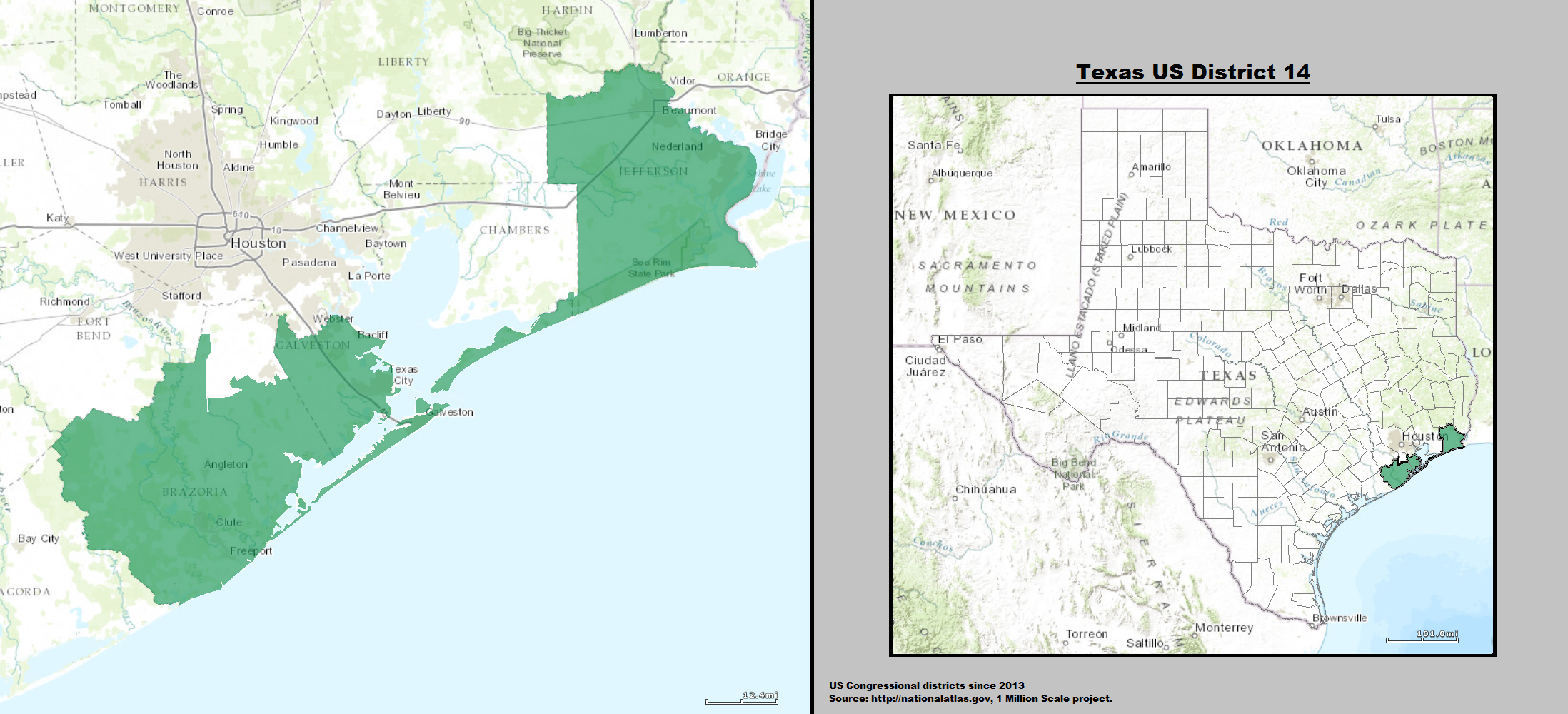
2013 - 2023

### 2004
| Élection de 2004 du 14e district congressionnel du Texas | Élection de 2004 du 14e district congressionnel du Texas | Élection de 2004 du 14e district congressionnel du Texas | Élection de 2004 du 14e district congressionnel du Texas | Élection de 2004 du 14e district congressionnel du Texas |
| -------------------------------------------------------- | -------------------------------------------------------- | -------------------------------------------------------- | -------------------------------------------------------- | -------------------------------------------------------- |
| Parti                                                    | Parti                                                    | Candidat                                                 | Votes                                                    | %                                                        |
|                                                          | Républicain                                              | Ron Paul (sortant)                                       | 173 668                                                  | 100 %                                                    |
|                                                          | Les Républicains conservent                              |                                                          |                                                          |                                                          |

### 2006
| Élection de 2006 du 14e district congressionnel du Texas, | Élection de 2006 du 14e district congressionnel du Texas, | Élection de 2006 du 14e district congressionnel du Texas, | Élection de 2006 du 14e district congressionnel du Texas, | Élection de 2006 du 14e district congressionnel du Texas, |
| --------------------------------------------------------- | --------------------------------------------------------- | --------------------------------------------------------- | --------------------------------------------------------- | --------------------------------------------------------- |
| Parti                                                     | Parti                                                     | Candidat                                                  | Votes                                                     | %                                                         |
|                                                           | Républicain                                               | Ron Paul (sortant)                                        | 94 380                                                    | 60,2                                                      |
|                                                           | Démocrate                                                 | Shane Sklar                                               | 62 429                                                    | 39,8                                                      |
| Total des votes                                           | Total des votes                                           | Total des votes                                           | 156 809                                                   | 100 %                                                     |
|                                                           | Les Républicains conservent                               |                                                           |                                                           |                                                           |

### 2008
| Élection de 2008 du 14e district congressionnel du Texas, | Élection de 2008 du 14e district congressionnel du Texas, | Élection de 2008 du 14e district congressionnel du Texas, | Élection de 2008 du 14e district congressionnel du Texas, | Élection de 2008 du 14e district congressionnel du Texas, |
| --------------------------------------------------------- | --------------------------------------------------------- | --------------------------------------------------------- | --------------------------------------------------------- | --------------------------------------------------------- |
| Parti                                                     | Parti                                                     | Candidat                                                  | Votes                                                     | %                                                         |
|                                                           | Républicain                                               | Ron Paul (sortant)                                        | 191 293                                                   | 100 %                                                     |
|                                                           | Les Républicains conservent                               |                                                           |                                                           |                                                           |

### 2010
| Élection de 2010 du 14e district congressionnel du Texas, | Élection de 2010 du 14e district congressionnel du Texas, | Élection de 2010 du 14e district congressionnel du Texas, | Élection de 2010 du 14e district congressionnel du Texas, | Élection de 2010 du 14e district congressionnel du Texas, |
| --------------------------------------------------------- | --------------------------------------------------------- | --------------------------------------------------------- | --------------------------------------------------------- | --------------------------------------------------------- |
| Parti                                                     | Parti                                                     | Candidat                                                  | Votes                                                     | %                                                         |
|                                                           | Républicain                                               | Ron Paul (sortant)                                        | 140 623                                                   | 76,0                                                      |
|                                                           | Démocrate                                                 | Robert Pruett                                             | 44 431                                                    | 24,0                                                      |
| Total des votes                                           | Total des votes                                           | Total des votes                                           | 185 054                                                   | 100 %                                                     |
|                                                           | Les Républicains conservent                               |                                                           |                                                           |                                                           |

### 2012
| Élection de 2012 du 14e district congressionnel du Texas, | Élection de 2012 du 14e district congressionnel du Texas, | Élection de 2012 du 14e district congressionnel du Texas, | Élection de 2012 du 14e district congressionnel du Texas, | Élection de 2012 du 14e district congressionnel du Texas, |
| --------------------------------------------------------- | --------------------------------------------------------- | --------------------------------------------------------- | --------------------------------------------------------- | --------------------------------------------------------- |
| Parti                                                     | Parti                                                     | Candidat                                                  | Votes                                                     | %                                                         |
|                                                           | Républicain                                               | Randy Weber                                               | 131 460                                                   | 53,5                                                      |
|                                                           | Démocrate                                                 | Nick Lampson                                              | 109 697                                                   | 44,6                                                      |
|                                                           | Libertarien                                               | Zach Grady                                                | 3 619                                                     | 1,5                                                       |
|                                                           | Vert                                                      | Rhett Rosenquest Smith                                    | 1 063                                                     | 0,4                                                       |
| Total des votes                                           | Total des votes                                           | Total des votes                                           | 151 129                                                   | 100 %                                                     |
|                                                           | Les Républicains conservent                               |                                                           |                                                           |                                                           |

### 2014
| Élection de 2014 du 14e district congressionnel du Texas | Élection de 2014 du 14e district congressionnel du Texas | Élection de 2014 du 14e district congressionnel du Texas | Élection de 2014 du 14e district congressionnel du Texas | Élection de 2014 du 14e district congressionnel du Texas |
| -------------------------------------------------------- | -------------------------------------------------------- | -------------------------------------------------------- | -------------------------------------------------------- | -------------------------------------------------------- |
| Parti                                                    | Parti                                                    | Candidat                                                 | Votes                                                    | %                                                        |
|                                                          | Républicain                                              | Randy Weber (sortant)                                    | 90 116                                                   | 61,9                                                     |
|                                                          | Démocrate                                                | Donal Brown                                              | 52 545                                                   | 36,1                                                     |
|                                                          | Libertarien                                              | John Wieder                                              | 3 037                                                    | 2,1                                                      |
| Total des votes                                          | Total des votes                                          | Total des votes                                          | 145 698                                                  | 100 %                                                    |
|                                                          | Les Républicains conservent                              |                                                          |                                                          |                                                          |

### 2016
| Élection de 2016 du 14e district congressionnel du Texas | Élection de 2016 du 14e district congressionnel du Texas | Élection de 2016 du 14e district congressionnel du Texas | Élection de 2016 du 14e district congressionnel du Texas | Élection de 2016 du 14e district congressionnel du Texas |
| -------------------------------------------------------- | -------------------------------------------------------- | -------------------------------------------------------- | -------------------------------------------------------- | -------------------------------------------------------- |
| Parti                                                    | Parti                                                    | Candidat                                                 | Votes                                                    | %                                                        |
|                                                          | Républicain                                              | Randy Weber (sortant)                                    | 160 631                                                  | 61,9                                                     |
|                                                          | Démocrate                                                | Michael Cole                                             | 99 054                                                   | 38,1                                                     |
| Total des votes                                          | Total des votes                                          | Total des votes                                          | 259 685                                                  | 100 %                                                    |
|                                                          | Les Républicains conservent                              |                                                          |                                                          |                                                          |

### 2018
| Élection de 2018 du 14e district congressionnel du Texas | Élection de 2018 du 14e district congressionnel du Texas | Élection de 2018 du 14e district congressionnel du Texas | Élection de 2018 du 14e district congressionnel du Texas | Élection de 2018 du 14e district congressionnel du Texas |
| -------------------------------------------------------- | -------------------------------------------------------- | -------------------------------------------------------- | -------------------------------------------------------- | -------------------------------------------------------- |
| Parti                                                    | Parti                                                    | Candidat                                                 | Votes                                                    | %                                                        |
|                                                          | Républicain                                              | Randy Weber (sortant)                                    | 138 942                                                  | 59,2                                                     |
|                                                          | Démocrate                                                | Adrienne Bell                                            | 92 212                                                   | 39,3                                                     |
|                                                          | Libertarien                                              | Don Conley III                                           | 3 374                                                    | 1,4                                                      |
| Total des votes                                          | Total des votes                                          | Total des votes                                          | 234 528                                                  | 100 %                                                    |
|                                                          | Les Républicains conservent                              |                                                          |                                                          |                                                          |

### 2020
| Élection de 2020 du 14e district congressionnel du Texas | Élection de 2020 du 14e district congressionnel du Texas | Élection de 2020 du 14e district congressionnel du Texas | Élection de 2020 du 14e district congressionnel du Texas | Élection de 2020 du 14e district congressionnel du Texas |
| -------------------------------------------------------- | -------------------------------------------------------- | -------------------------------------------------------- | -------------------------------------------------------- | -------------------------------------------------------- |
| Parti                                                    | Parti                                                    | Candidat                                                 | Votes                                                    | %                                                        |
|                                                          | Républicain                                              | Randy Weber (sortant)                                    | 190 541                                                  | 61,6                                                     |
|                                                          | Démocrate                                                | Adrienne Bell                                            | 118 574                                                  | 38,4                                                     |
| Total des votes                                          | Total des votes                                          | Total des votes                                          | 309 115                                                  | 100 %                                                    |
|                                                          | Les Républicains conservent                              |                                                          |                                                          |                                                          |

### 2022
| Primaire Républicaine de 2022 du 14e district congressionnel du Texas | Primaire Républicaine de 2022 du 14e district congressionnel du Texas | Primaire Républicaine de 2022 du 14e district congressionnel du Texas | Primaire Républicaine de 2022 du 14e district congressionnel du Texas | Primaire Républicaine de 2022 du 14e district congressionnel du Texas |
| --------------------------------------------------------------------- | --------------------------------------------------------------------- | --------------------------------------------------------------------- | --------------------------------------------------------------------- | --------------------------------------------------------------------- |
| Parti                                                                 | Parti                                                                 | Candidat                                                              | Votes                                                                 | %                                                                     |
|                                                                       | Républicain                                                           | Randy Weber (sortant)                                                 | 58 439                                                                | 89,3                                                                  |
|                                                                       | Républicain                                                           | Keith Casey                                                           | 5 178                                                                 | 7,9                                                                   |
|                                                                       | Républicain                                                           | Ruben Landon Dante                                                    | 1 854                                                                 | 2,8                                                                   |

| Primaire Démocrate de 2022 du 14e district congressionnel du Texas | Primaire Démocrate de 2022 du 14e district congressionnel du Texas | Primaire Démocrate de 2022 du 14e district congressionnel du Texas | Primaire Démocrate de 2022 du 14e district congressionnel du Texas | Primaire Démocrate de 2022 du 14e district congressionnel du Texas |
| ------------------------------------------------------------------ | ------------------------------------------------------------------ | ------------------------------------------------------------------ | ------------------------------------------------------------------ | ------------------------------------------------------------------ |
| Parti                                                              | Parti                                                              | Candidat                                                           | Votes                                                              | %                                                                  |
|                                                                    | Démocrate                                                          | Mikal Williams                                                     | 10 691                                                             | 50,2                                                               |
|                                                                    | Démocrate                                                          | Eugene Howard                                                      | 10 619                                                             | 49,8                                                               |

| Élection de 2022 du 14e district congressionnel du Texas | Élection de 2022 du 14e district congressionnel du Texas | Élection de 2022 du 14e district congressionnel du Texas | Élection de 2022 du 14e district congressionnel du Texas | Élection de 2022 du 14e district congressionnel du Texas |
| -------------------------------------------------------- | -------------------------------------------------------- | -------------------------------------------------------- | -------------------------------------------------------- | -------------------------------------------------------- |
| Parti                                                    | Parti                                                    | Candidat                                                 | Votes                                                    | %                                                        |
|                                                          | Républicain                                              | Randy Weber (sortant)                                    | 149 543                                                  | 70,2                                                     |
|                                                          | Démocrate                                                | Mikal Williams                                           | 63 606                                                   | 29,8                                                     |
| Total des votes                                          | Total des votes                                          | Total des votes                                          | 213 149                                                  | 100 %                                                    |
|                                                          | Les Républicains conservent                              |                                                          |                                                          |                                                          |

### 2024
| Primaire Républicaine de 2024 du 14e district congressionnel du Texas | Primaire Républicaine de 2024 du 14e district congressionnel du Texas | Primaire Républicaine de 2024 du 14e district congressionnel du Texas | Primaire Républicaine de 2024 du 14e district congressionnel du Texas | Primaire Républicaine de 2024 du 14e district congressionnel du Texas |
| --------------------------------------------------------------------- | --------------------------------------------------------------------- | --------------------------------------------------------------------- | --------------------------------------------------------------------- | --------------------------------------------------------------------- |
| Parti                                                                 | Parti                                                                 | Candidat                                                              | Votes                                                                 | %                                                                     |
|                                                                       | Républicain                                                           | Randy Weber (sortant)                                                 | 69 321                                                                | 100 %                                                                 |

| Primaire Démocrate de 2024 du 14e district congressionnel du Texas | Primaire Démocrate de 2024 du 14e district congressionnel du Texas | Primaire Démocrate de 2024 du 14e district congressionnel du Texas | Primaire Démocrate de 2024 du 14e district congressionnel du Texas | Primaire Démocrate de 2024 du 14e district congressionnel du Texas |
| ------------------------------------------------------------------ | ------------------------------------------------------------------ | ------------------------------------------------------------------ | ------------------------------------------------------------------ | ------------------------------------------------------------------ |
| Parti                                                              | Parti                                                              | Candidat                                                           | Votes                                                              | %                                                                  |
|                                                                    | Démocrate                                                          | Rhonda Hart                                                        | 15 357                                                             | 100 %                                                              |

| Élection de 2024 du 14e district congressionnel du Texas | Élection de 2024 du 14e district congressionnel du Texas | Élection de 2024 du 14e district congressionnel du Texas | Élection de 2024 du 14e district congressionnel du Texas | Élection de 2024 du 14e district congressionnel du Texas |
| -------------------------------------------------------- | -------------------------------------------------------- | -------------------------------------------------------- | -------------------------------------------------------- | -------------------------------------------------------- |
| Parti                                                    | Parti                                                    | Candidat                                                 | Votes                                                    | %                                                        |
|                                                          | Républicain                                              | Randy Weber (sortant)                                    | 210 320                                                  | 68,69                                                    |
|                                                          | Démocrate                                                | Rhonda Hart                                              | 95 487                                                   | 31,3                                                     |
| Total des votes                                          | Total des votes                                          | Total des votes                                          | 306 195                                                  | 100 %                                                    |
|                                                          | Les Républicains conservent                              |                                                          |                                                          |                                                          |